# وجهات طيران ناس
هذه قائمة المدن التي تطير إليها طيران ناس اعتبارًا من فبراير 2018.